# Mormonia maestosa
Mormonia maestosa är en fjärilsart som beskrevs av George Duryea Hulst 1884. Mormonia maestosa ingår i släktet Mormonia och familjen nattflyn. Inga underarter finns listade i Catalogue of Life.